# 上代たの

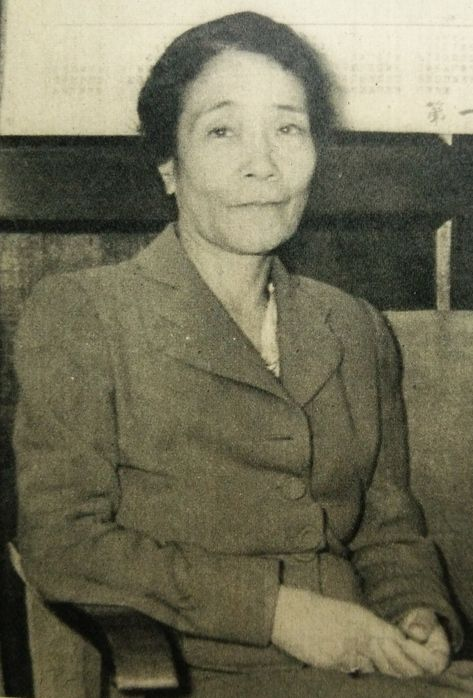
上代たの

上代 たの（上代 タノ、じょうだい-、1886年7月3日 - 1982年4月8日）は、日本の英文学者、平和運動家。第6代日本女子大学長。

## 略歴
島根県大原郡春殖村出身。上代家は庄屋の家系で、父親の上代豊三郎は村長も務めた。大東下分尋常小学校から大東高等小学校へ進み、松江市立高等女学校を卒業後、地元に戻って大東尋常小学校の準訓導になったが、両親の勧めで日本女子大学校に進み、英文科を卒業。東京帝国大学への進学を望んだが女子の入学が認められず、同大教授だった新渡戸稲造に留学希望の手紙を書き、新渡戸の斡旋により1913年から4年間米国ウェルズ・カレッジで学ぶ。帰国した1917年に日本女子大学校教授となり、日本で最初のアメリカ文学とアメリカ史の科目を導入した。新渡戸の影響を受け、1921年日本婦人平和協会の設立に参加。1919年に国際連盟事務次長となっていた新渡戸の勧めで、1924年からミシガン大学とイギリスのケンブリッジ大学へ留学後、新渡戸が住むジュネーブに逗留し1927年に帰国 。
戦後、日本女子大学教授、1955年、世界平和アピール七人委員会の創設委員に就任。1956年、日本女子大学長に就任（1965年3月まで）。
1967年4月に行われた東京都知事選挙では美濃部亮吉の推薦人に名を連ねた。また、図書館の全面開架を提案・実現し、「図書館友の会」を設立するなど大学図書館の充実・発展にも功績を残した。

## 著書
- 『リー・ハント 研究社英米文学評伝叢書』1936
- 『上代たの文集 女性教育者の先達』上代たの文集編集委員会 1984

### 編纂
- 『Fifty American poets』編 開隆堂書店 1933
- 『フロスト詩選』編著 開隆堂書店 1936
- 『ポエムズ・フォ・ヤング・ピープル』編著 開隆堂書店 1939

### 記念論集
- 『上代たの先生米寿記念英米文学論集』上代たの先生米寿記念実行委員会 1975

## 伝記
- 島田法子、中嶌邦、杉森長子『上代タノ　女子高等教育・平和運動のパイオニア』日本女子大学叢書　ドメス出版　2010年